# Selección Histórica de la Copa América
La Selección Histórica de la Copa América es la selección masculina de fútbol que propone la CONMEBOL como nuevo once ideal en el libro "Historia de la Copa América" a cargo de  Jorge Barraza, en julio de 2011, a pocos días de iniciar la edición de la Copa América celebrada en Argentina.
En el libro "Historia de la Copa América" que publicó la Confederación Sudamericana de Fútbol, bajo la dirección de Jorge Barraza, aparece en las últimas páginas El Equipo de los Sueños; es decir, los mejores jugadores de la historia en Sudamérica.
“¿Fueron los mejores del continente?”, se preguntan y enseguida responden: “Es posible. En todo caso son un símbolo de cada puesto de cada país y dejaron su sello en la Copa América”. El once ideal se compone de: José Luis Chilavert (Paraguay), José Nasazzi (Uruguay), Elías Figueroa (Chile), Obdulio Varela (Uruguay), Héctor Chumpitaz (Perú), Carlos Valderrama 
(Colombia) ,Lionel Andres Messi (Argentina), Alberto Spencer (Ecuador) y Alfredo Di Stéfano (Argentina), Diego Maradona (Argentina) y Pelé (Brasil).

## Selección propuesta por la CONMEBOL
| Jugador                | Selección |
| ---------------------- | --------- |
| José Luis Chilavert    | Paraguay  |
| José Nasazzi           | Uruguay   |
| Elías Figueroa         | Chile     |
| Héctor Chumpitaz       | Perú      |
| Obdulio Varela         | Uruguay   |
| Marco Etcheverry       | Bolivia   |
| Carlos Valderrama      | Colombia  |
| Diego Armando Maradona | Argentina |
| Alfredo Di Stéfano     | Argentina |
| Alberto Spencer        | Ecuador   |
| Pelé                   | Brasil    |